# Armin Leuschner
Armin Otto Leuschner (ur. 16 stycznia 1868 w Detroit, zm. 22 kwietnia 1953) – 
amerykański astronom.

## Życiorys
Urodził się w Detroit, ale dzieciństwo spędził w Niemczech. Po ukończeniu gimnazjum w Kassel powrócił do Stanów Zjednoczonych, aby studiować. W 1888 ukończył University of Michigan i kontynuował edukację i pracę naukową w Obserwatorium Licka. W 1897 roku uzyskał stopień doktora na Uniwersytecie Humboldtów w Berlinie. Tematem jego pracy były orbity komet (Beitrage zur Kometenbahnbesimmung). 
Po powrocie do USA uzyskał stanowisko profesora na University of California, Berkeley. Zajmował się głównie edukacją, założył tam obserwatorium astronomiczne dla studentów (nazwane później Leuschner Observatory). Jego badania dotyczyły teorii orbit ciał niebieskich, wyznaczył lub poprawił orbity kilku komet i planetoid.

## Wyróżnienia i nagrody
- Medal Jamesa Craiga Watsona (1916)
- Królewski Order Gwiazdy Polarnej (1924)
- Bruce Medal (1936)
- Rittenhouse Medal (1937)

Jego imieniem nazwano krater Leuschner na Księżycu, Leuschner Observatory (studenckie obserwatorium na University of California, Berkeley) oraz asteroidę (1361) Leuschneria.